# Haliotis parva
Haliotis parva is een slakkensoort uit de familie Haliotidae. De wetenschappelijke naam is gepubliceerd in 1758 door Linnaeus in de tiende editie van Systema naturae.